# 壽天路
壽天路（Shoutian Rd.）為高雄市岡山區的南北向道路，編號台19甲線，起端銜接大德一路，末端銜接仁壽路。是岡山市區的重要道路之一。

## 行經行政區域
- 岡山區

## 沿線設施
（由北至南）
- 高雄市政府警察局岡山分局
- 新光銀行岡山分行
- 高雄市立岡山醫院
- 高雄市政府消防局第五大隊第二中隊岡山分隊
- 臺灣銀行岡山分行
- 台灣電力公司岡山服務所
- 7-ELEVEN肯娣門市
- 岡山公園
- 玉山銀行岡山分行
- 岡山統一戲院
- 康是美新岡山門市
- 三商巧福岡山店
- 麥當勞岡山壽天店
- 拿坡里披薩·炸雞岡山店
- 主幼商場岡山店

## 相關連結
- 高雄市主要道路列表